# Präsenilin sel-12
Präsenilin sel-12 ist ein Protein des Fadenwurmes Caenorhabditis elegans. Es handelt sich um ein Enzym, das Proteine spaltet, eine so genannte Aspartylprotease. sel-12 ist Teil des Gamma-Sekretase-Proteinkomplexes. Präseniline sind in vielen mehrzellige Tieren zu finden. Im Fadenwurm wird es ubiquitär in Neuronen exprimiert, sowohl im Muttertier als auch in der Zygote während der gesamten Entwicklung. Präsenilin sel-12 ist essenziell für die richtige Konnektivität der AIY cholinergen Interneuronen und ihre Funktion in der Thermotaxis. Es ist außerdem unentbehrlich für die mesodermale Musterung der Muskelfunktion.
Sel-12 ist ein Transmembranprotein und dem Protein Präsenilin beim Menschen ortholog. Beim Wurm spielt es bei der Entwicklung der Geschlechtsorgane (Vulva) eine Rolle (der Wurm ist ein Zwitter). Manche Mutationen in sel-12 können dazu führen, dass der Wurm einen Eierlegedefekt hat. Sel-12 reguliert die Proteine lin-12 und glp-1 (Germ Line Proliferation defekt) in einem notch-analogen Signalweg. Außerdem ist sel-12 bei der Thermotaxis (der Wurm bevorzugt bestimmte Temperaturen und sucht entsprechend temperierte Regionen auf) wichtig.